# Flavio Marazzi
Flavio Marazzi (Berna, 7 de febrero de 1978) es un deportista suizo que compitió en vela en la clase Star.
Ganó dos medallas de plata en el Campeonato Mundial de Star, en los años 2004 y 2010, y una medalla de oro en el Campeonato Europeo de Star de 2007.
Participó en cuatro Juegos Olímpicos de Verano, entre los años 2000 y 2012, ocupando el cuarto lugar en Atenas 2004 y el quinto en Pekín 2008.

## Palmarés internacional
| \| Campeonato Mundial \| Campeonato Mundial \| Campeonato Mundial \| Campeonato Mundial \| \| Año \| Lugar \| Medalla \| Clase \| \| ------------------ \| ----------------------- \| ------------------ \| ------------------ \| \| 2004 \| Gaeta (Italia) \| Medalla de plata \| Star \| \| 2010 \| Río de Janeiro (Brasil) \| Medalla de plata \| Star \| \| Campeonato Europeo \| \| \| \| \| Año \| Lugar \| Medalla \| Clase \| \| 2007 \| Malcesine (Italia) \| Medalla de oro \| Star \| |                         |                  |       |
| Campeonato Mundial |                         |                  |       |
| Año | Lugar                   | Medalla          | Clase |
| 2004 | Gaeta (Italia)          | Medalla de plata | Star  |
| 2010 | Río de Janeiro (Brasil) | Medalla de plata | Star  |
| Campeonato Europeo |                         |                  |       |
| Año | Lugar                   | Medalla          | Clase |
| 2007 | Malcesine (Italia)      | Medalla de oro   | Star  |